# Łasin
Łasin (tiếng Đức: Lessen) là một thị trấn thuộc huyện Grudziądzki, tỉnh Kujawsko-Pomorskie ở trung-bắc Ba Lan. Thị trấn có diện tích 5 km². Đến ngày 1 tháng 1 năm 2011, dân số của thị trấn là 3266 người và mật độ 682 người/km².